# Lachnaea glomerata
Lachnaea glomerata är en tibastväxtart som beskrevs av Henry Georges Fourcade. Lachnaea glomerata ingår i släktet Lachnaea och familjen tibastväxter. Inga underarter finns listade i Catalogue of Life.